# 卡利安普迪·拉达克里希纳·拉奥
卡利安普迪·拉达克里希纳·拉奥（羅馬化：Kalyampūḍi Rādhākr̥ṣṇa Rāvu，羅馬化：Kalyampuḍi Rādhākr̥ṣṇa Rāv，1920年9月20日—2023年8月23日），泰卢固族美国统计学家、数学家，曾任宾州州立大学的荣誉教授和纽约州立大学布法罗分校的研究教授。拉奥获得过很多不同的荣誉学位，并在2002年获得美国国家科学奖 。美国统计协会评价他是“一个在世传奇人物，他的研究成果不仅对统计学有影响，而且对其他学科，诸如经济学、基因学、人类学、地质学、人口统计学、生命统计学、医药学等产生深远影响。”印度时代周刊把拉奥列明为印度十大杰出科学家之一。

## 早年经历
拉奥生于印度卡纳塔克邦，1943年于印度安得拉大学获得数学硕士学位、于加尔各答大学获得统计硕士学位。他于1945年证明了概率论中的克拉美–拉奥不等式。

## 学术生涯
在前往剑桥大学攻读博士学位之前，拉奥曾在印度统计研究所和剑桥的人类学博物馆工作。拉奥在1948年获得统计学博士学位，他的导师是罗纳德·艾尔默·费希尔。拉奥曾担任许多重要的职位，例如印度统计研究所总监，匹兹堡大学特聘教授，宾州州立大学多变量研究中心总监。在印度统计研究所任职的40多年中，拉奥培养出了多名数学领域的领袖。在拉奥的建议之下，亚太统计研究所在东京成立，以向在政府部门和行业中工作的统计学家提供培训。拉奥最著名的学术成果是克拉美-拉奥不等式和拉奥-布莱克维尔定理。他涉及的领域包括多变量分析，估计理论和微分几何。他是14本书的作者，并且发表过超过400篇论文。